# 比勒收藏展览馆

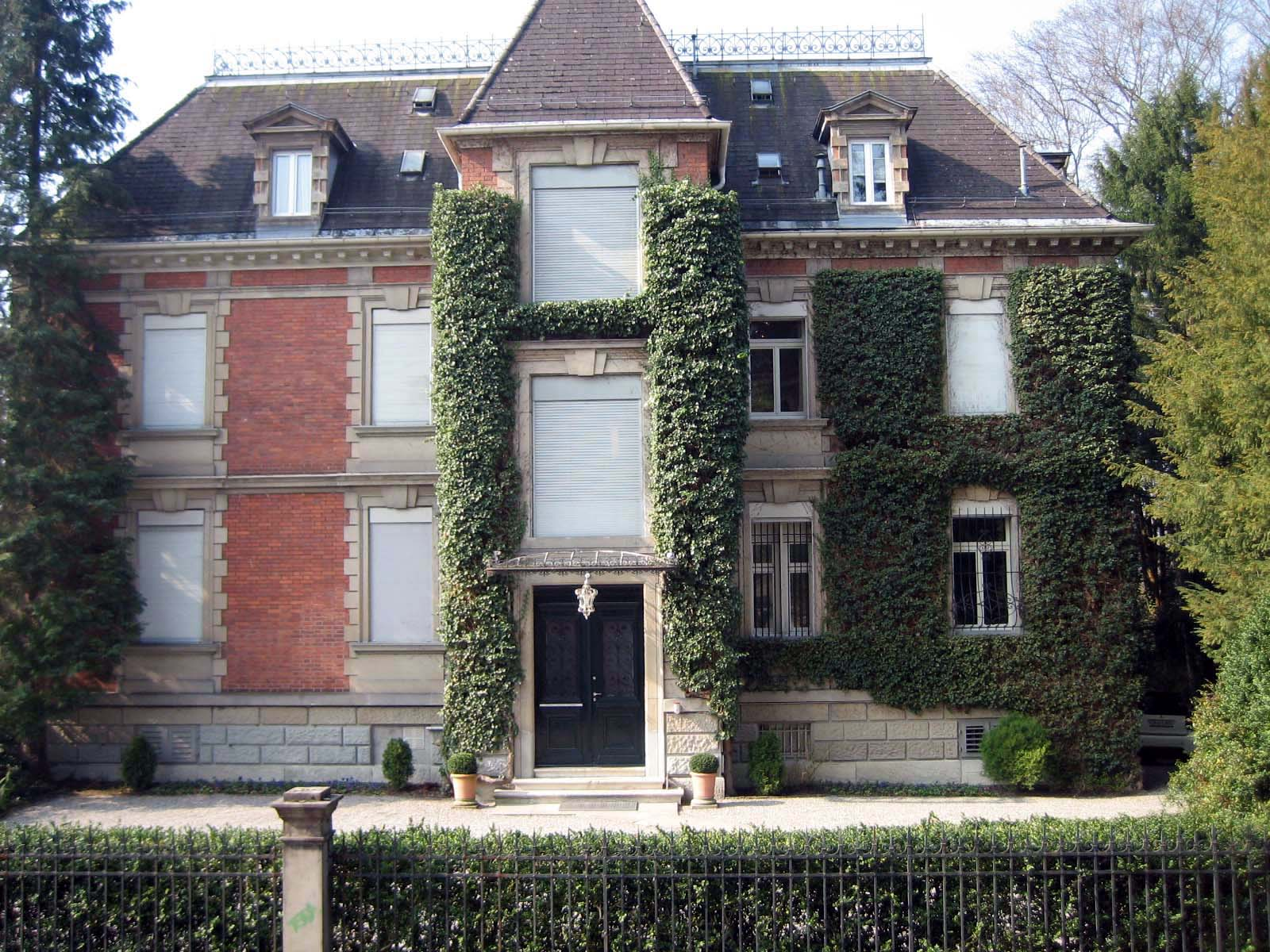
位於蘇黎世的比勒收藏展覽館

比勒收藏展覽館（德語：Stiftung Sammlung E. G. Bührle）是蘇黎世的一家藝術博物館（Art museum）。該館對外展示埃米尔·格奥尔格·比勒的重要歐洲雕塑與繪畫的收藏。該館的館址位於比勒過去的住屋。

## 与纳粹德国的联系
比勒从Benno Griebert那里获得哥特式雕塑，Benno Griebert是NSDAP的成员，也是坚定的纳粹分子 。 布尔勒只能通过向阿道夫·希特勒的军队出口价值 6.23 亿法郎的武器来获得他的私人艺术收藏品。

## 收藏
雖然該館的收藏包括許多繪畫大師（Old Master）與現代藝術，但還是主要以法國印象派與後印象派的畫作為主。其主要的畫家有保羅·塞尚、埃德加·德加、保羅·高更、愛杜爾·馬奈、克洛德·莫內、卡米耶·畢沙羅、皮耶-奧古斯特·雷諾瓦、喬治·秀拉、阿尔弗雷德·西斯莱、亨利·德·土魯斯-羅特列克與文森特·梵谷等等。

## 藝術竊盜案
2008年2月10日，四幅總價值達1億8千萬瑞士法郎（大約1億6250萬美金）的畫作遭竊。這四幅畫分別為保羅·塞尚的《穿紅夾克的男孩》（Der Knabe mit der roten Weste，1888年）、埃德加·德加的《會計師和女兒們》（Ludovic Lepic und seine Töchter，1871年）、克洛德·莫內的《維特尼附近的罌粟花》（Mohnfeld bei Vétheuil，1879年）與文森特·梵谷的《茂盛的栗樹花》（Blühende Kastanienzweige，1890年）。

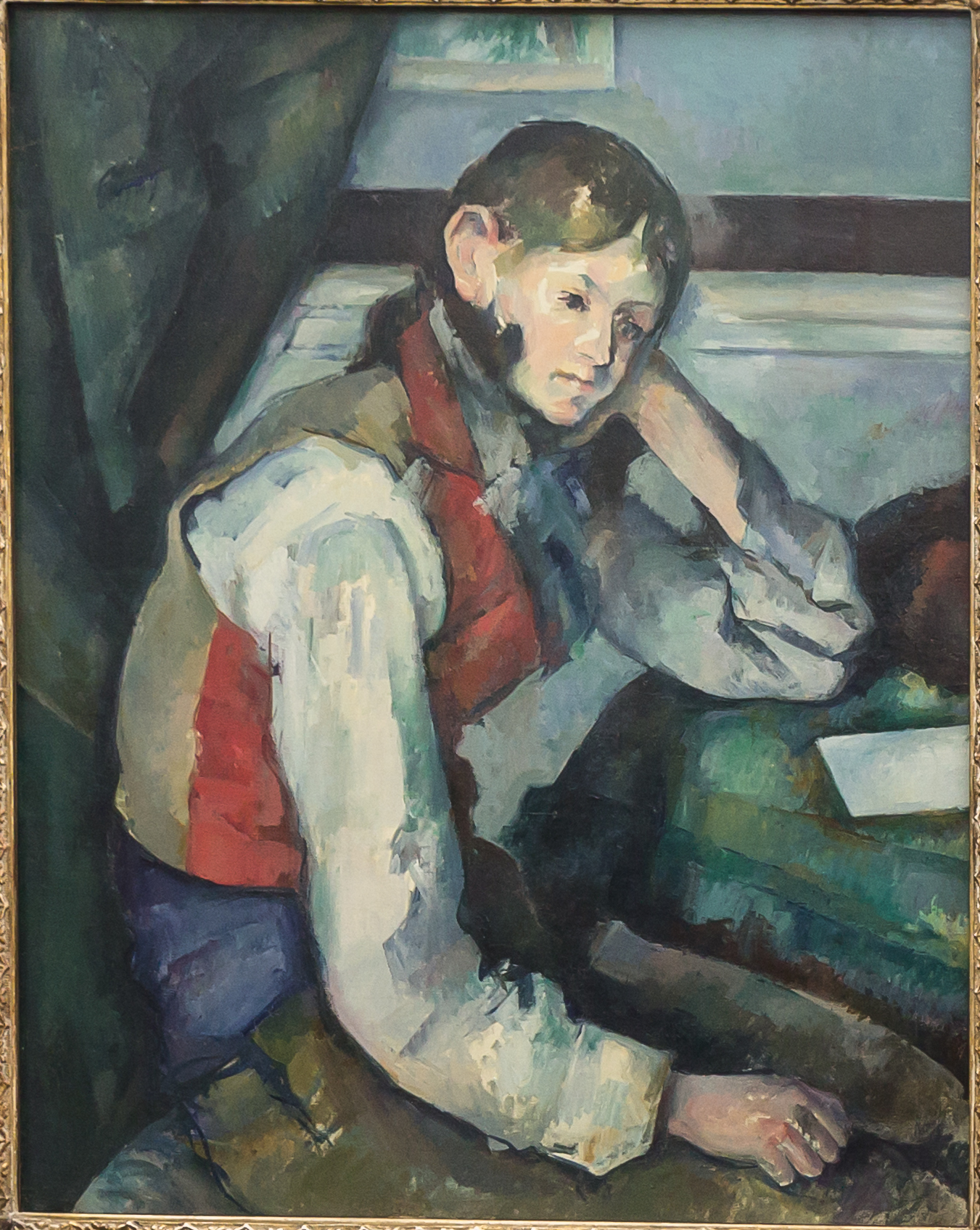
保羅·塞尚: 《穿紅夾克的男孩》 Oil on Canvas (1894/1895)
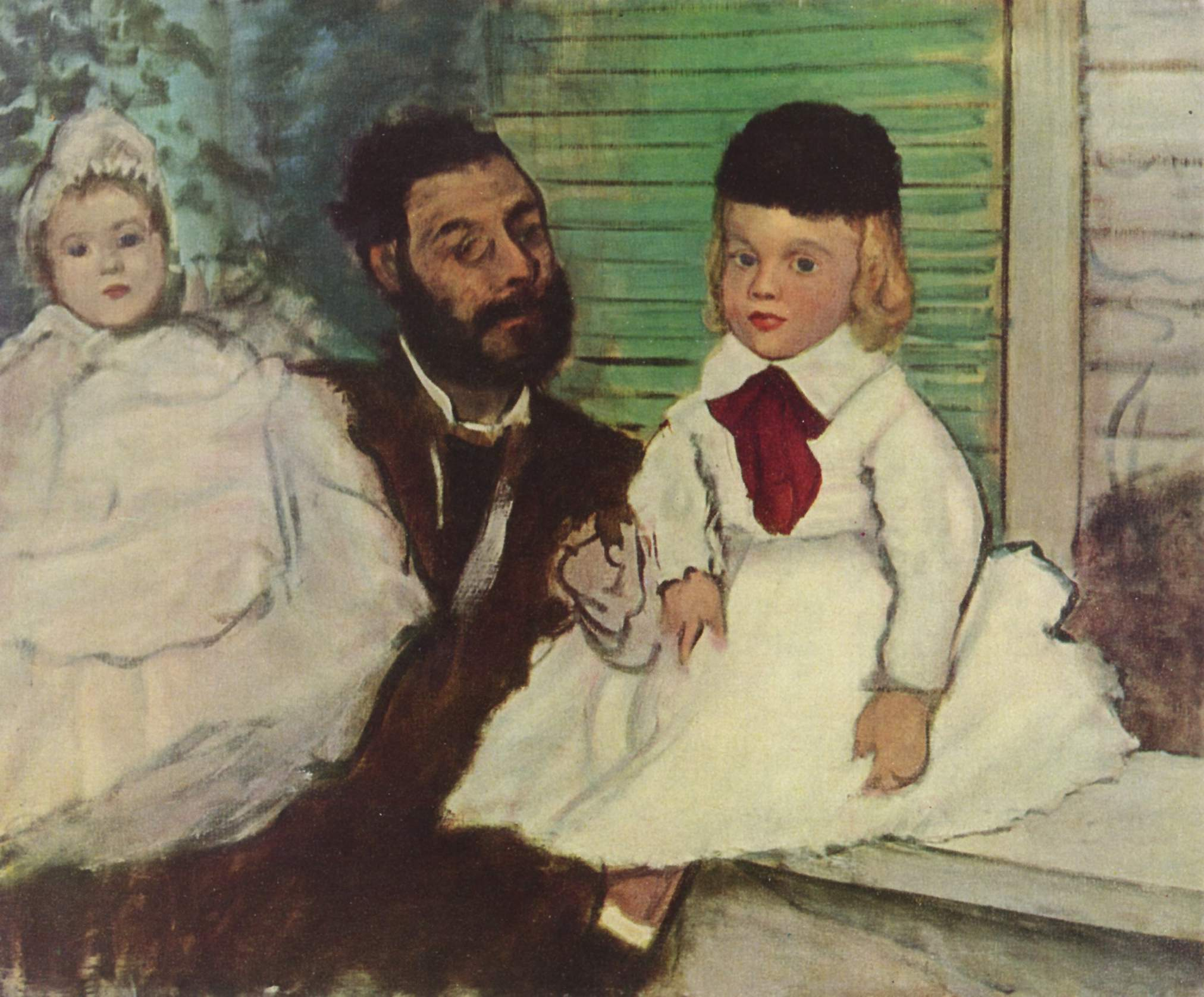
埃德加·德加: 《會計師和女兒們》 (1871)
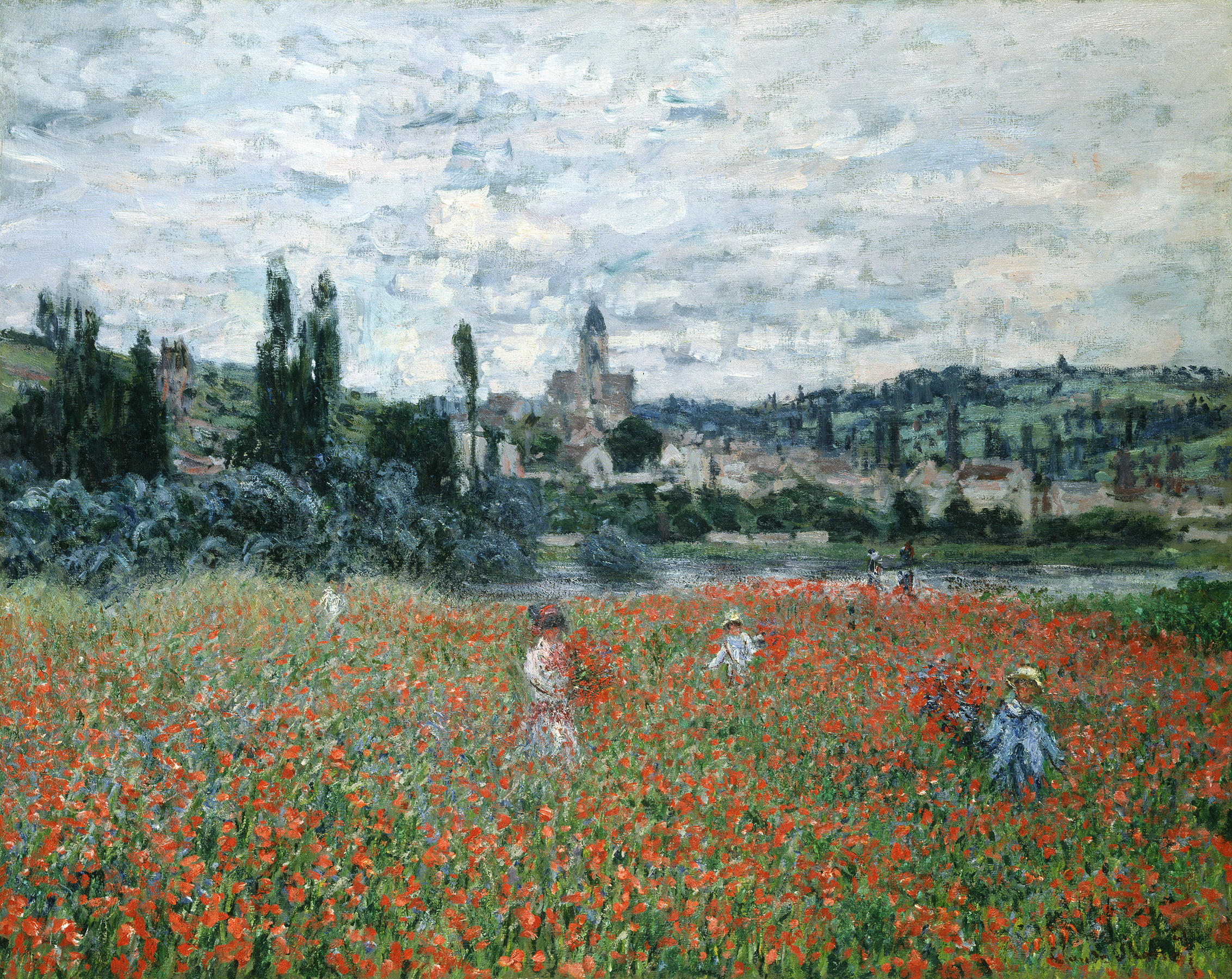
克洛德·莫內: 《維特尼附近的罌粟花》

2008年2月18日，四幅遭竊的作品中的兩幅：克洛德·莫內的《維特尼附近的罌粟花》與文森特·梵谷的《茂盛的栗樹花》，被發現於停在附近醫院停車場的車子之中。

## 藝廊

Jean-Baptiste-Camille Corot: Lesendes Mädchen in rotem Trikot
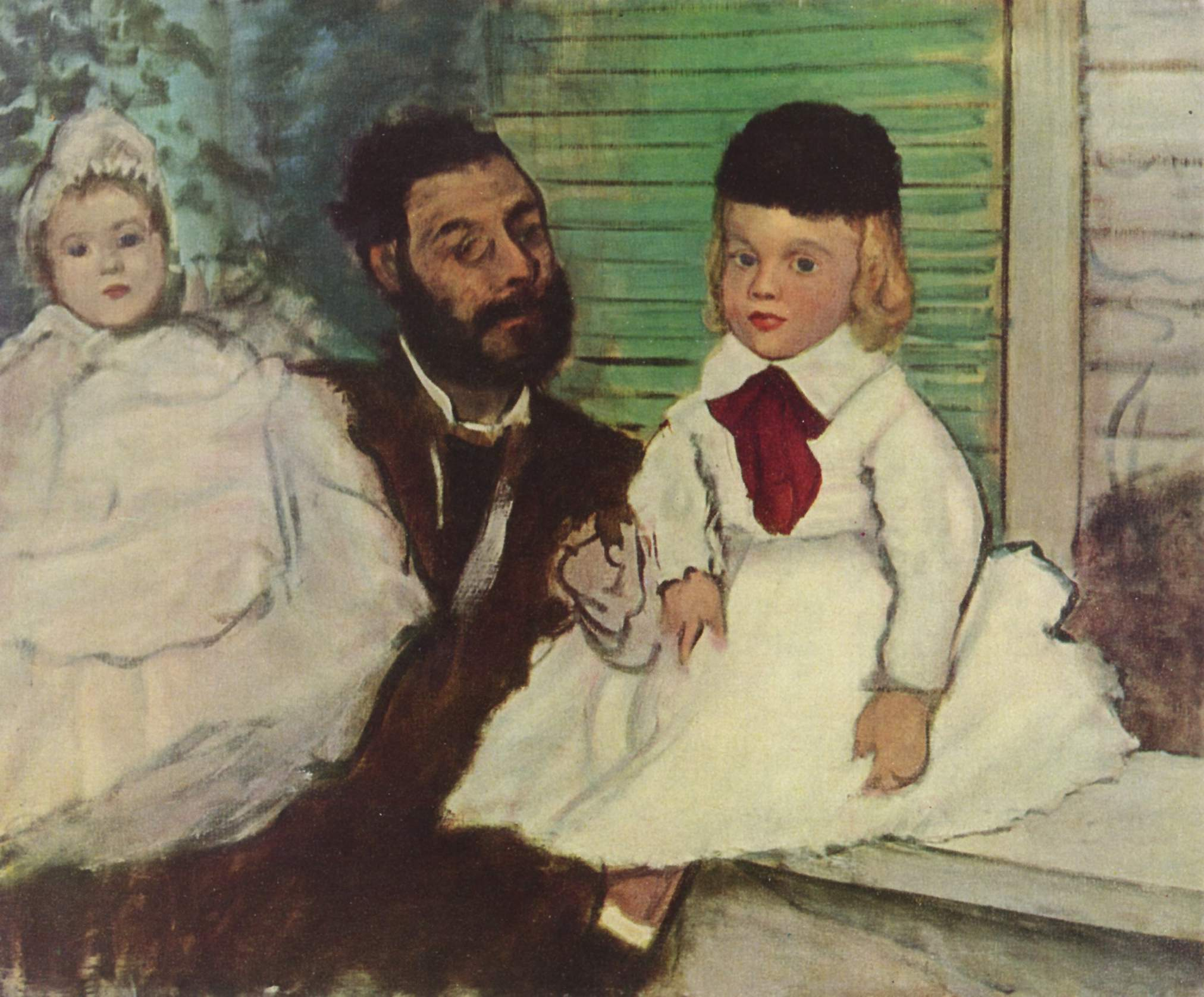
Edgar Degas: Viscount Lepic and His Daughters
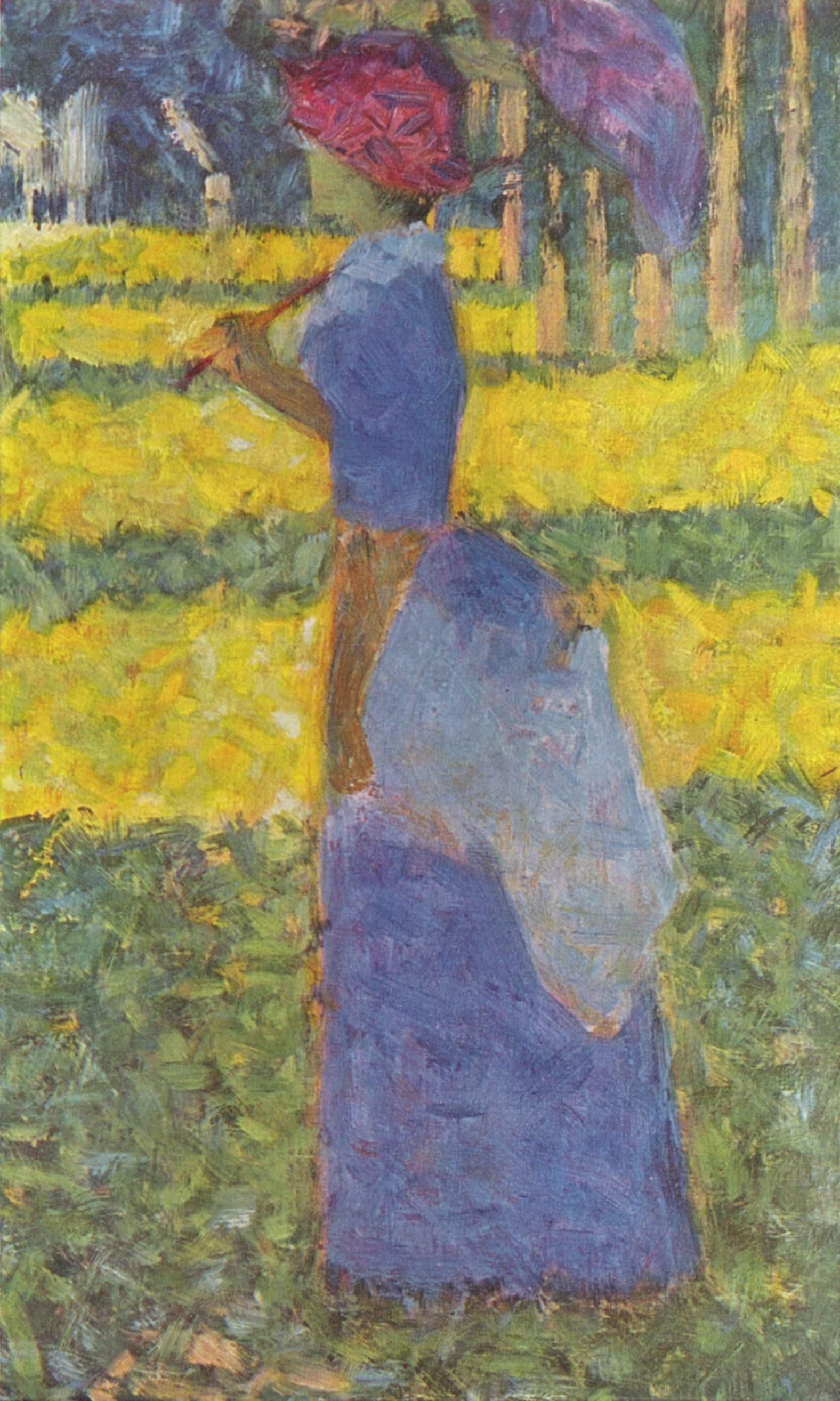
Georges Seurat: Frau mit Sonnenschirm
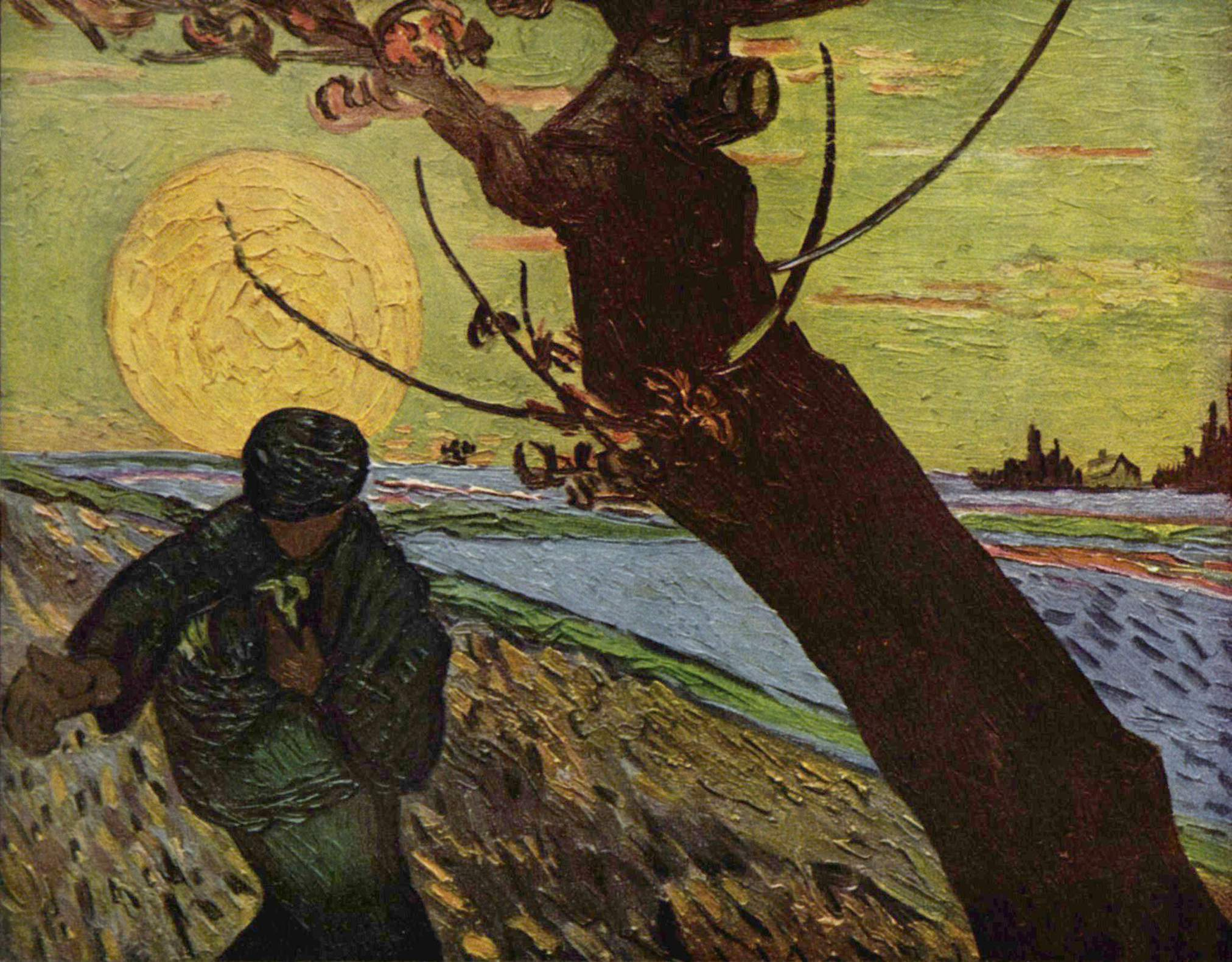
Vincent van Gogh: Der Sämann
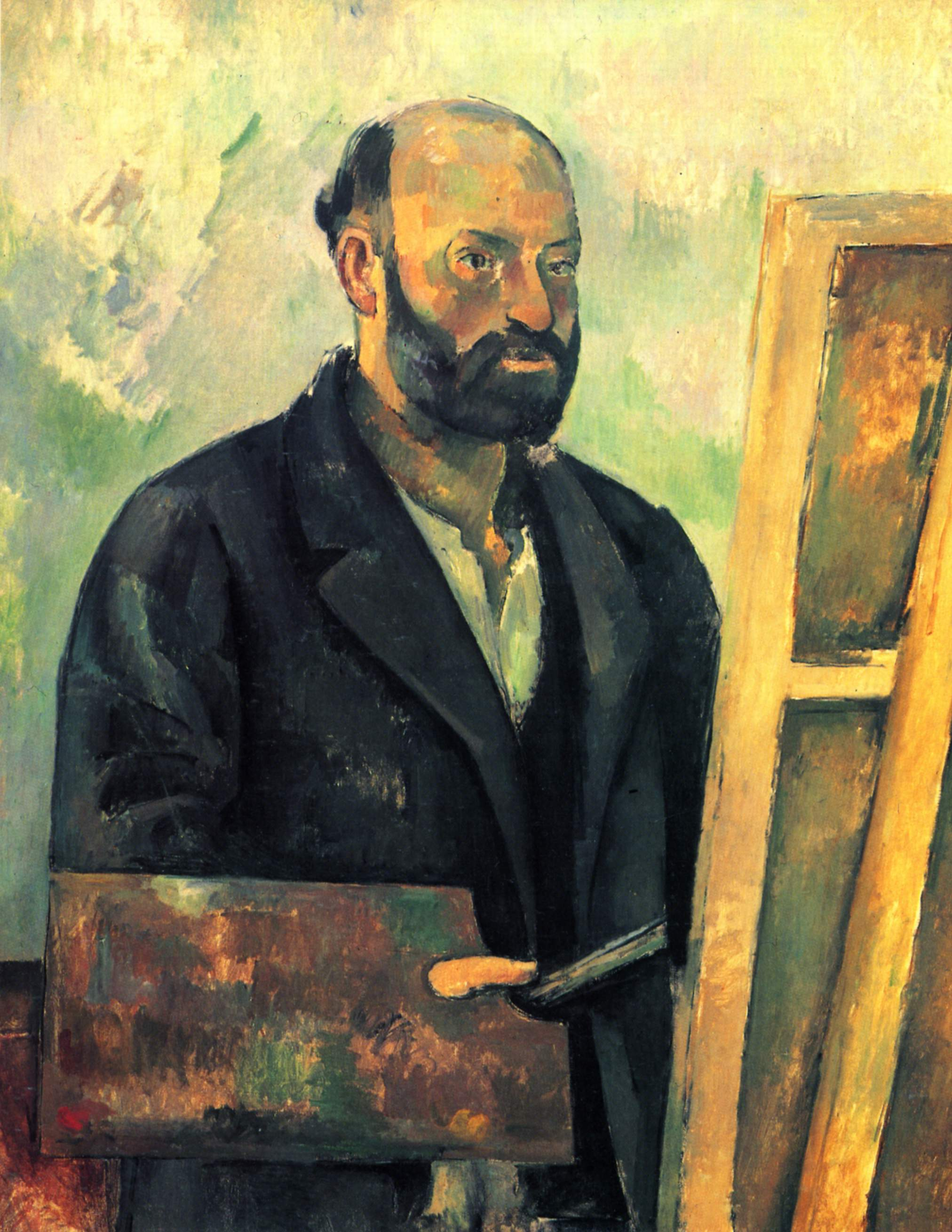
Paul Cézanne: Selbstporträt mit Palette
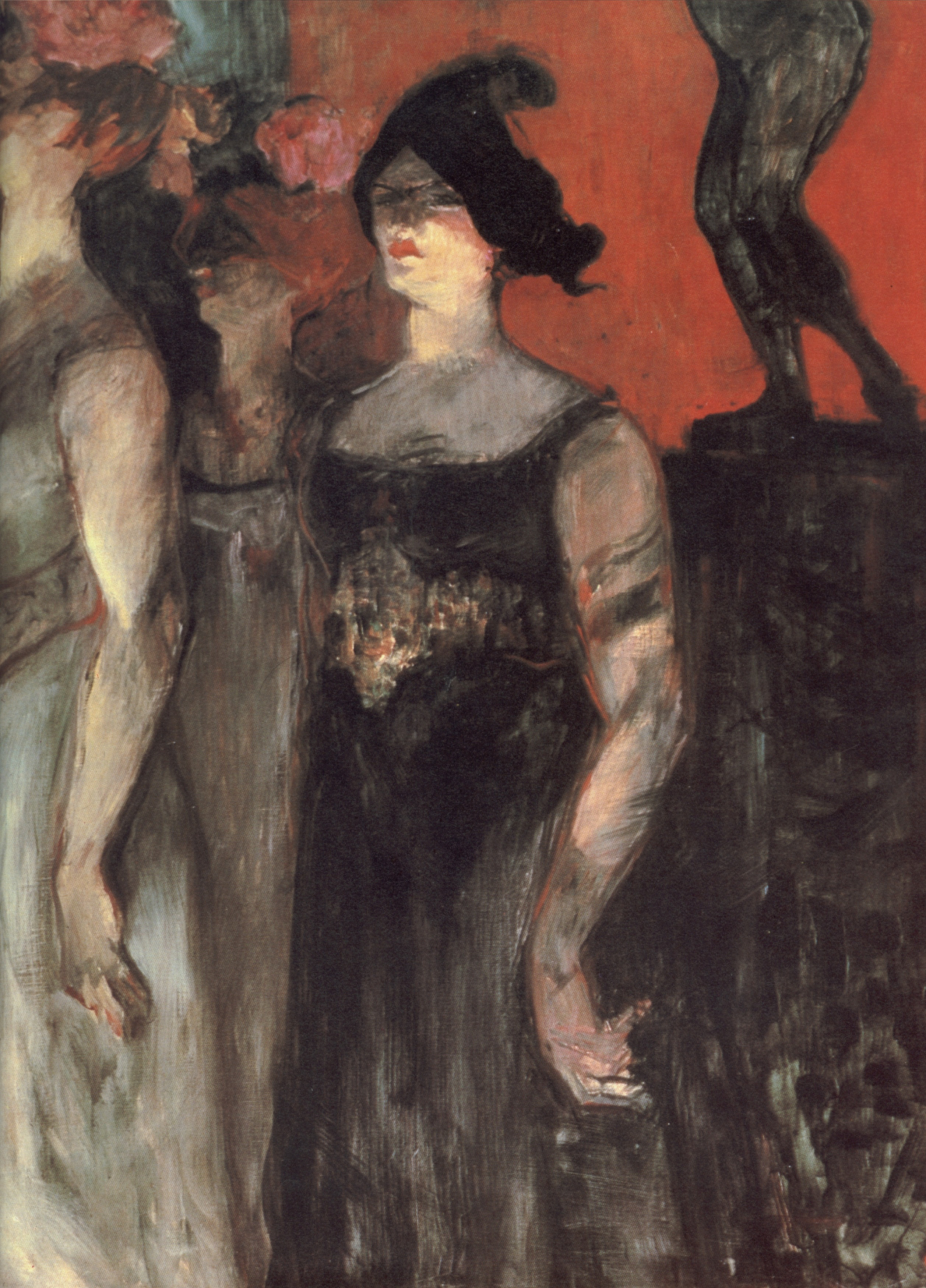
Henri de Toulouse-Lautrec: Messalina
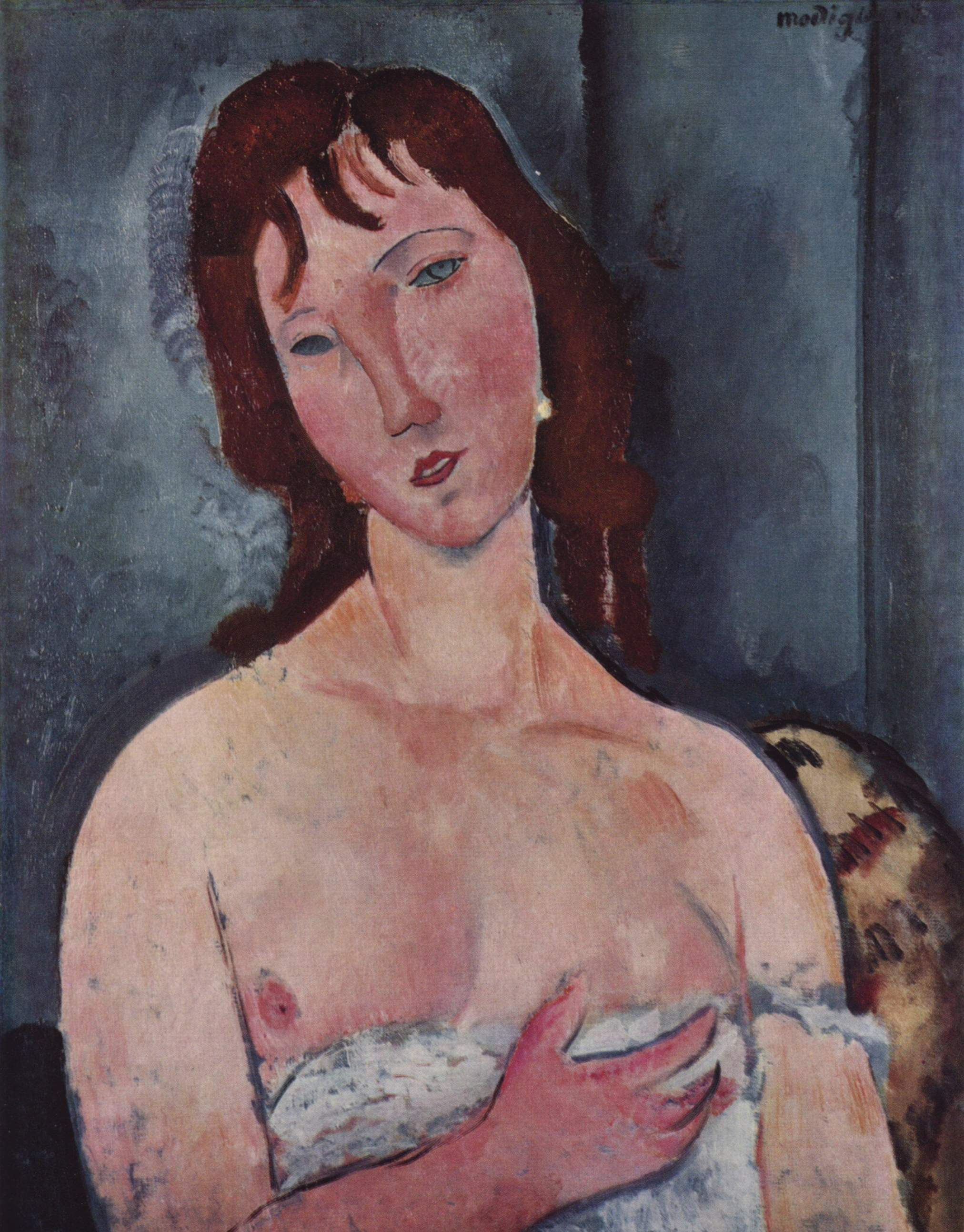
Amedeo Modigliani: Junge Frau
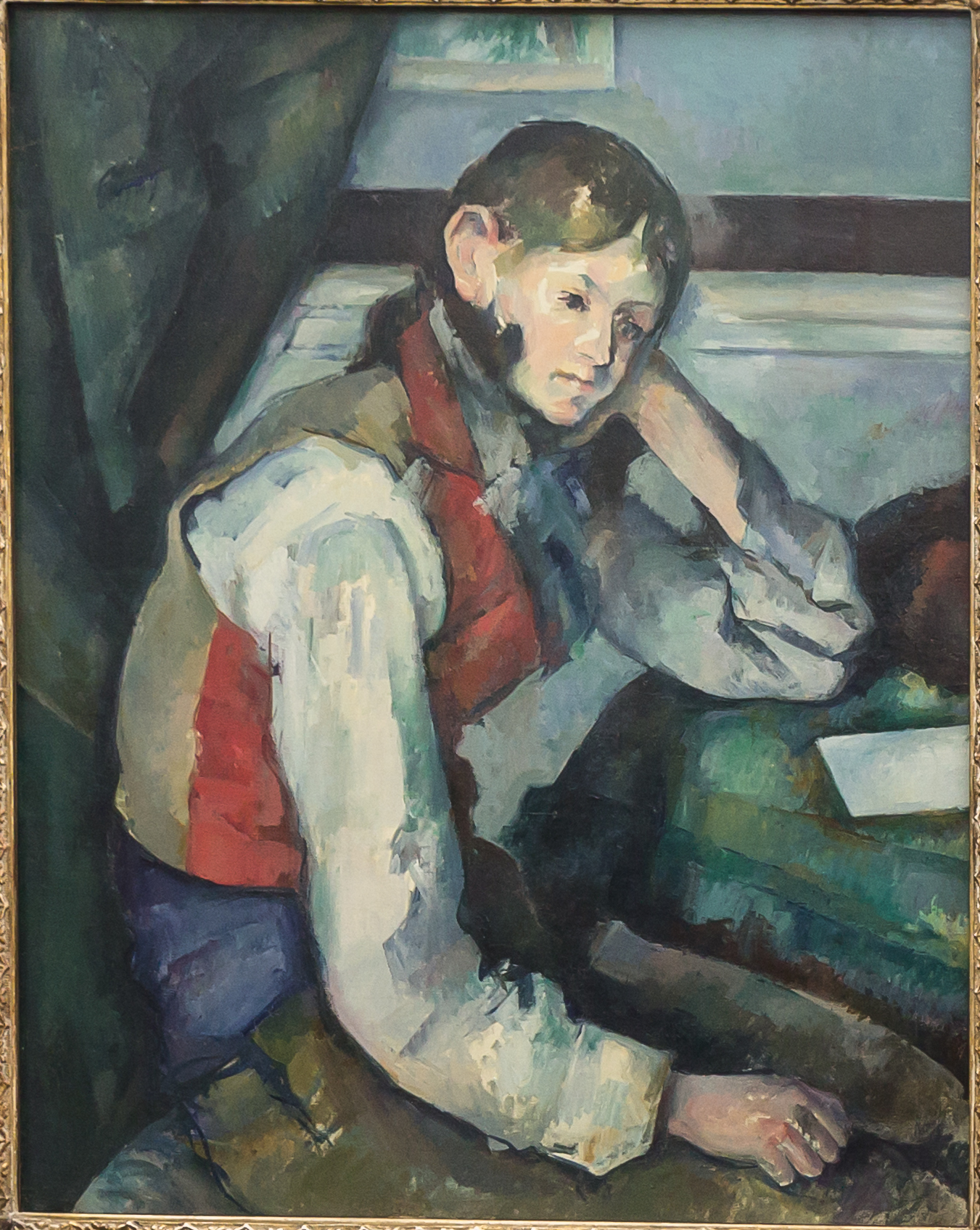
Paul Cézanne: The Boy in the Red Vest Oil on Canvas (1894/95)
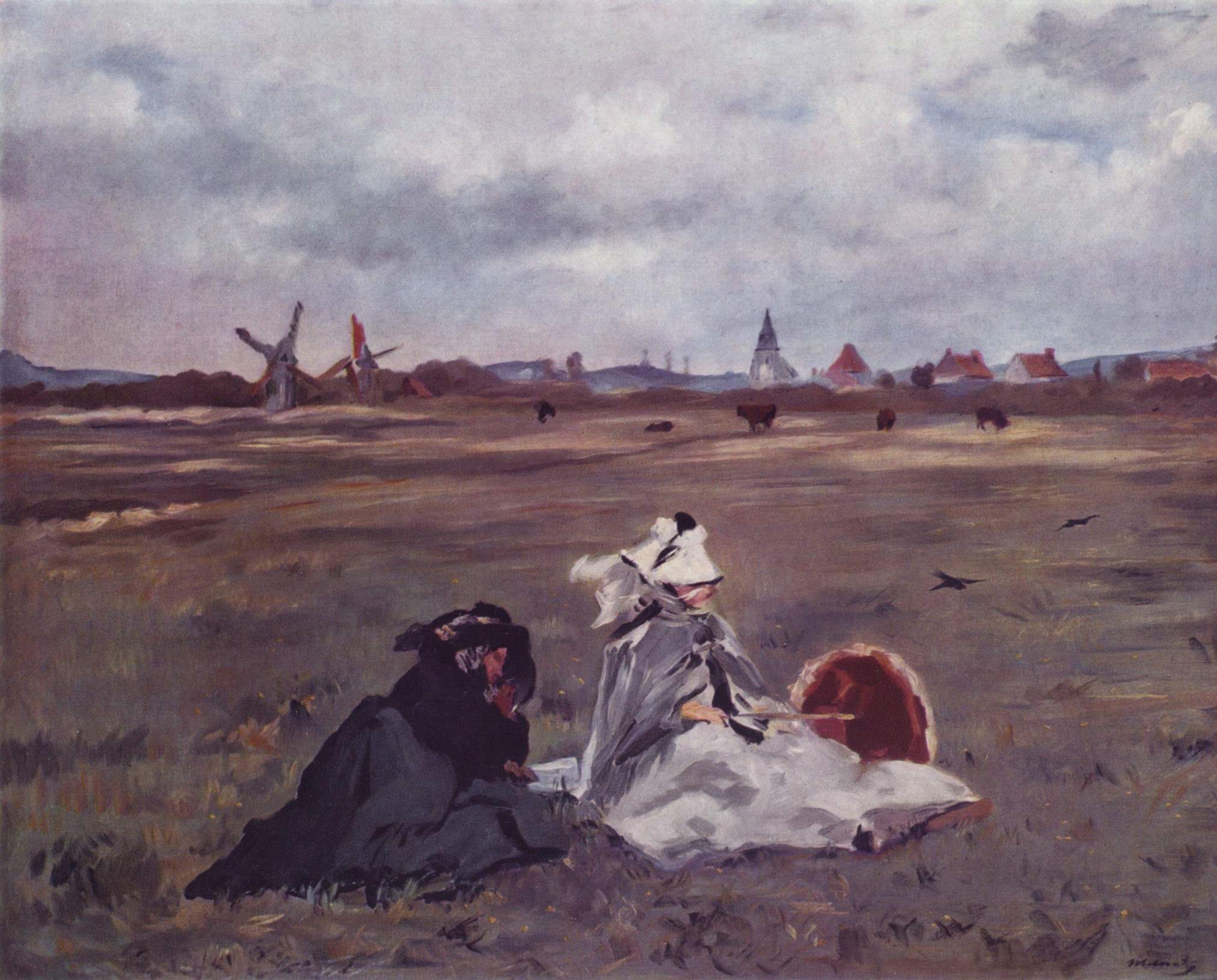
Edouard Manet: Die Schwalben Oil on Canvas (1873)
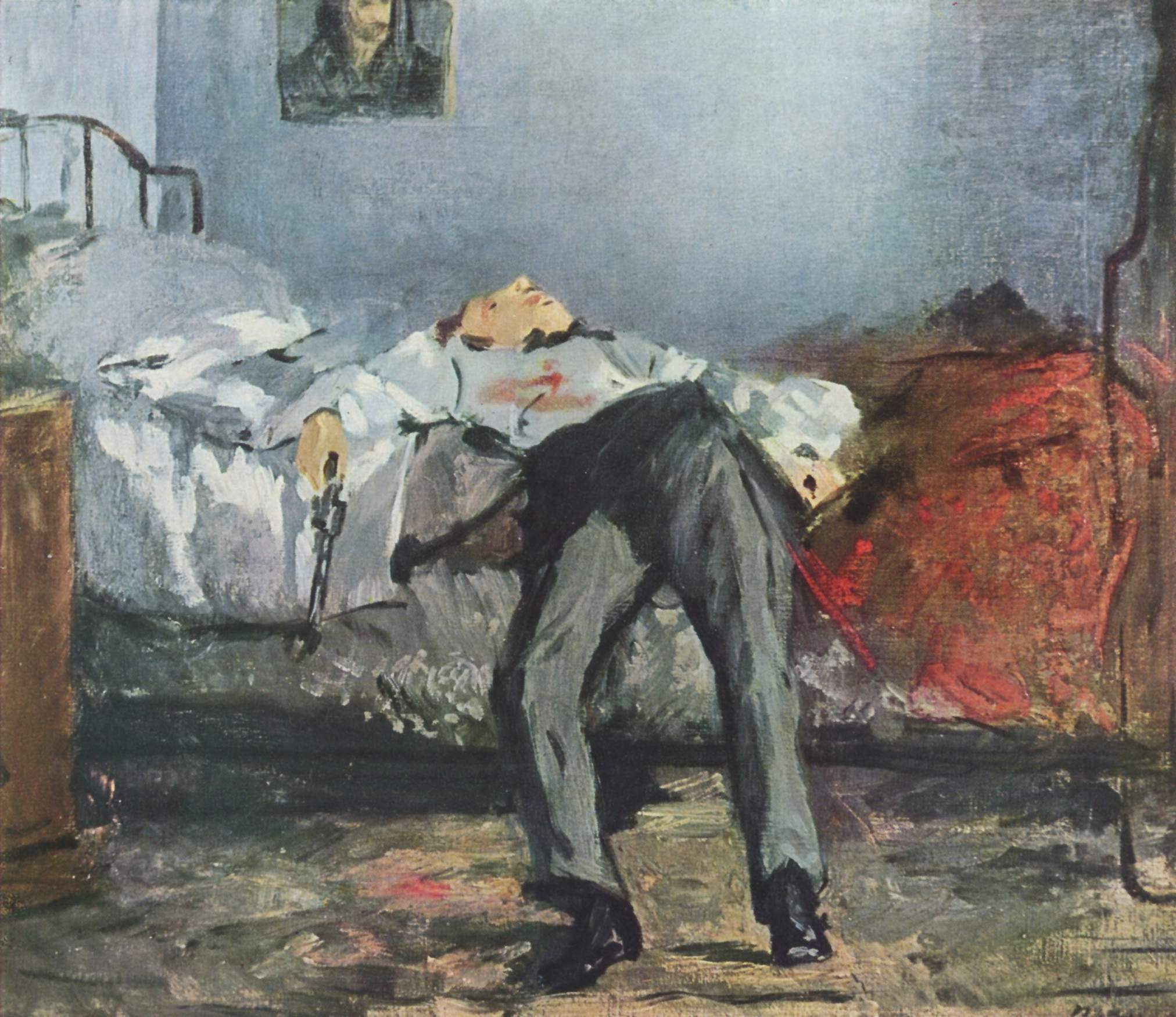
Edouard Manet: Der Selbstmörder
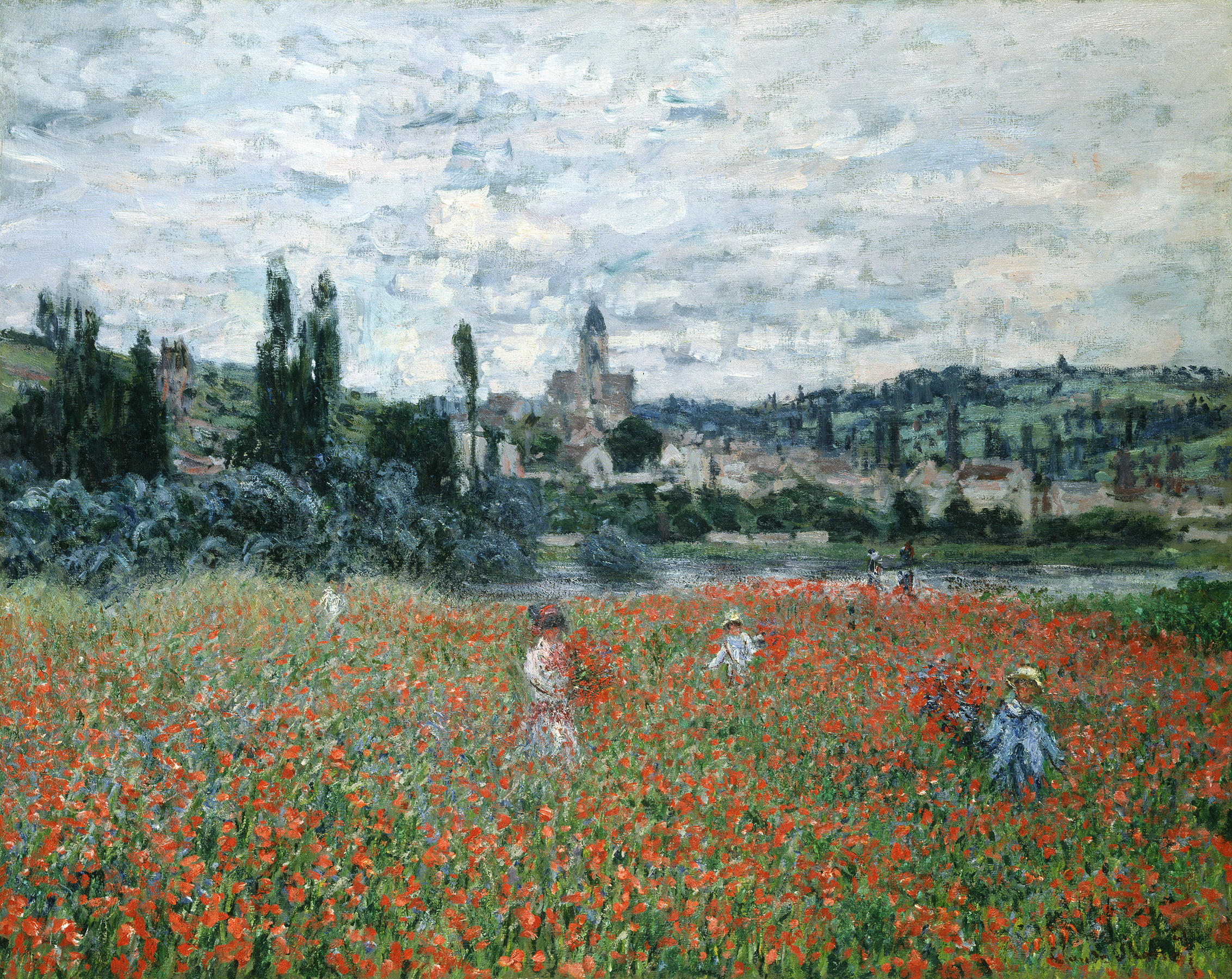
Claude Monet: Poppy Field near Vétheuil

## 外部連結
- 比勒收藏展覽館網站 （页面存档备份，存于）
- Foundation E.G. Bührle website （页面存档备份，存于）
- 比勒收藏展覽館的完整收藏清單 （页面存档备份，存于）

47°21′11″N 8°33′42″E / 47.35306°N 8.56167°E